# 若松満則
若松 満則（わかまつ みつのり、1904年7月29日 - 1945年9月2日）は、日本の陸軍軍人。最終階級は陸軍中佐。

## 略歴
- 1923年3月- 旧制福岡中学校(現・福岡県立福岡高等学校) 卒業(2期)
- 1926年7月- 陸軍士官学校卒業（38期）
  - 10月- 歩兵少尉
- 1928年（昭和3年）- 陸軍戸山学校甲種学生
- 1929年（昭和4年）- 歩兵中尉
- 1930年（昭和5年）- 陸軍歩兵学校乙種学生
- 1934年（昭和9年）- 歩兵大尉、歩兵第48聯隊中隊長
- 1939年（昭和14年）- 歩兵第230聯隊大隊長
- 1943年（昭和18年）- 久留米第一陸軍予備士官学校中隊長
- 1944年（昭和19年）- 陸軍中佐
- 1945年（昭和20年）- 武装解除後、拳銃で自決。